# Felipe Zetter
Felipe Zetter (Guanajuato, 1923. július 13. – 2013. március 15., Guadalajara) mexikói labdarúgó, csatár.

## Pályafutása
Karrierjét két csapatban, az Irapuatóban és a Club Atlasban töltötte. 1951-ben bajnok lett az Atlasszal.
A mexikói válogatottban öt meccsen van, valamint részt vett az 1950-es vb-n.

## Külső hivatkozások
- Felipe Zetter – a FIFA adatbázisában